# Николас Г. Л. Хамонд
Николас Г. Л. Хамонд (енгл. Nicholas Geoffrey Lemprière Hammond; 14. новембар 1907 — , 24. март 2001) је био британски историчар који је предавао на Кембриџу и Бристолу, специјалиста за античку Грчку и Македонију. Познат је по радовима о Александру Македонском и о македонским градовима. Током Другог светског рата учествовао је у Грчком покрету отпора као члан Британске војне мисије.

## Књиге
- Alexander the Great. King, Commander, and Statesman
- Oxford Classical Dictionary (друго издање)
- The Genius of Alexander the Great
- The end of Mycenaean Civilization and Dark Age: the literary tradition
- Philip of Macedon